# گاردن ولی (تگزاس)
گاردن ولی، تگزاس(به انگلیسی: Garden Valley, Texas) شهری در ایالت تگزاس از ایالات جنوبی ایالات متحده آمریکا است.